# Virtus Eirene Raguse
Maillots
La Virtus Eirene Raguse (italien : Virtus Eirene Ragusa, « Vertu–Paix de Raguse »), ou Passalacqua Raguse pour des raisons de parrainage, est un club italien de basket-ball féminin basé à Raguse et évoluant en Serie A2 (D2).

## Palmarès
- Coupe d’Italie (1) : 2016, 2019.

## Résultats saison par saison
| Saison  | Niveau | Division | Pos. | Coupe d’Italie | Coupe d’Europe | Coupe d’Europe |
| ------- | ------ | -------- | ---- | -------------- | -------------- | -------------- |
| 2009–10 | 2      | Série A2 | 11e  |                |                |                |
| 2010–11 | 2      | Série A2 | 4e   |                |                |                |
| 2011–12 | 2      | Série A2 | 2e   |                |                |                |
| 2012–13 | 2      | Série A2 | 1er  |                |                |                |
| 2013–14 | 1      | Série A1 | 2e   | Demi-finaliste |                |                |
| 2014–15 | 1      | Série A1 | 2e   | Demi-finaliste |                |                |
| 2015–16 | 1      | Série A1 | 3e   | Vainqueur      |                |                |
| 2016–17 | 1      | Série A1 | 5e   | Demi-finaliste | 2 Eurocoupe    | ⅛              |
| 2017–18 | 1      | Série A1 | 2e   |                | 2 Eurocoupe    | ⅛              |